# Procas
Procas (vagy Proca) római mitológiai alak, Aventinusnak, Alba Longa királyának a fia, Numitor és Amulius apja, Romulus és Remus dédapja.

## Élete
A hagyomány szerint Aventinus után 23 évig uralkodott. Csecsemő korában sokat szenvedett a boszorkányoktól, amíg Cardea istenasszony meg nem szabadította tőlük. (Ovidius, Fasti, VI., 143. és következő versek.)